# Arenaria sabulinea
Arenaria sabulinea là loài thực vật có hoa thuộc họ Cẩm chướng. Loài này được Griseb. ex Fenzl. mô tả khoa học đầu tiên năm 1843.